# マルっと!とっとり
マルっと！とっとり（まるっと！とっとり）は、2017年4月15日から2022年3月12日まで山陰放送（BSSテレビ）で毎週土曜日21:54 - 22:00に放送されていたミニ番組。2017年4月15日から週刊とり☆リンクを引き継ぐ形でリニューアル。

## 出演者 （ナビゲーター）
- 丸山聡美（BSSアナウンサー・2017年4月〜）産休に入るため、ナビゲーターを降板し、秦アナウンサーに引き継いだ。

- 秦まりな（BSSアナウンサー、〜2020年1月）産休に入るため、ナビゲーターを降板し、森谷アナウンサーに引き継いだ。

- 森谷佳奈 (BSS山陰放送アナウンサー・2020年2月〜2022年3月）

## 概要
番組のオリジナルキャラクターである「まるっとちゃん」とともに山陰放送のアナウンサーが、鳥取県の取り組みを伝える広報番組。LINEともだちに登録すると、番組終了後すぐに放送内容等の記されたメッセージが届く。